# Agelasta annamana
Agelasta annamana es una especie de escarabajo longicornio del género Agelasta, categorizada en la tribu Mesosini, de la subfamilia Lamiinae. Fue descrita por Breuning en 1956.

## Descripción
Mide 18 mm de longitud.

## Distribución
Se distribuye por Vietnam.